# Lob der Frauen
Lob der Frauen (Louange des femmes) est une polka-mazurka de Johann Strauss II (op. 315). L'œuvre est créée le 17 février 1867 au Volksgarten de Vienne.

## Histoire
La polka est composée pour le carnaval de 1867 et créée lors d'un concert le 17 février sous la direction du compositeur au Volksgarten. La même année, il se rend à l'Exposition universelle de Paris, où il fait jouer également cette polka. Cependant, l’œuvre n’y est pas aussi bien accueillie qu’à Vienne. A Londres, où il voyage ensuite, la pièce est bien mieux applaudie. Aujourd'hui, la polka est l'un des chefs-d'œuvre du compositeur. Son titre se veut un hommage aux femmes.

## Durée
Sa durée d'exécution est de 4 minutes et 28 secondes. Elle peut varier selon l'interprétation musicale du chef d'orchestre.

## Postérité
- En 1899, Adolf Müller utilise des parties de cette œuvre dans l'opérette Wiener Blut, qu'il compose sur la base de motifs de Johann Strauss (fils)[réf. souhaitée].

- La pièce est jouée lors du célèbre concert du nouvel an à Vienne : en 1973 (Willi Boskovsky) ; 1985 (Lorin Maazel) ; 2003 (Nikolaus Harnoncourt) ; 2006 (Mariss Jansons) ; 2019 (Christian Thieleman).